# 12259 Szukalski
12259 Szukalski è un asteroide della fascia principale. Scoperto nel 1989, presenta un'orbita caratterizzata da un semiasse maggiore pari a 2,1944251 UA e da un'eccentricità di 0,1610233, inclinata di 4,17533° rispetto all'eclittica.